# Erick Barkley
Erick Barkley (ur. 21 lutego 1978 w Nowym Jorku) – amerykański koszykarz, występujący na pozycji rozgrywającego, po zakoń czeniu kariery zawodniczej - trener koszykarski. 
W 1998 wystąpił w meczu wschodzących gwiazd - Nike Hoop Summit oraz McDonald’s All-American.
Jest wychowankiem college'u w St. John’s (NCAA). W 2000 roku został wybrany w pierwszej rundzie draftu do NBA. W najlepszej lidze świata rozegrał 19 spotkań w zespołach Portland Trail Blazers (dwa sezony, kontrakt 1,8 mln dolarów) oraz San Antonio Spurs i Chicago Bulls. Potem grał m.in. w lidze izraelskiej w Maccabi Ironi Ramat Gan oraz w greckiej w Olimpii Larisa, włoskiej, rumuńskiej. W poprzednim sezonie Barkley występował w Chorwacji, gdzie w barwach KK Split notował średnio 15,2 punktów, 2,4 zbiórki, 4,8 asysty, 2,2 przechwytów na mecz. W sezonie 2007/08 grał w klubie Bank BPS Basket Kwidzyn. Na sezon 2008/09 przeniósł się do Polpharmy Starogard Gdański.

## Osiągnięcia
Na podstawie, o ile nie zaznaczono inaczej.
NCAA
- Uczestnik rozgrywek:
  - Elite 8 turnieju NCAA (1999)
  - turnieju NCAA (1999, 2000)
- Mistrz turnieju konferencji Big East (2000)
- Zaliczony do:
  - I składu:
    - Big East (2000)
    - turnieju Big East (1999, 2000)
    - najlepszych pierwszorocznych zawodników Big East (1999)
- Lider konferencji Big East w:
  - średniej przechwytów (3 – 2000)
  - liczbie asyst (175 – 1999)

Drużynowe
- Wicemistrz NBDL (2004)

Reprezentacja
- Mistrz uniwersjady (1999)

## Statystyki podczas występów w PLK
- Sezon 2007/2008 (Kotwica Kołobrzeg i Basket Kwidzyn): 15 meczów (średnio 13,6 punktu, 1,9 zbiórki oraz 2,4 asysty w ciągu 23,6 minuty)
- Sezon 2008/2009 (Polpharma Starogard Gdański): 24 mecze (średnio 12,2 punktu, 2,3 zbiórki oraz 2,4 asysty w ciągu 26,2 minuty)